# 三浦綾子記念文学館
三浦綾子記念文学館（みうらあやこきねんぶんがくかん）は、北海道旭川市神楽7条8丁目にある作家・三浦綾子の偉業の数々を展示している北海道の登録博物館。運営は、公益財団法人三浦綾子記念文化財団。

## 概要
公益財団法人三浦綾子記念文化財団が設立・運営している文学館。民立民営。
特徴ある多角形の建物で、1998年（平成10年）6月13日開館。
代表作「氷点」の舞台にもなった外国樹種見本林の中にあり、建物の周りは静かで散策をするのにもよい。
2階建ての建物はエレベータや品の良いタイル張りの車イス使用可能の多目的トイレなど、バリアフリーになっている。
直筆の原稿や膨大な取材ノート・資料・プロフィール、三浦綾子の質素な書斎などの展示があり、展示室のほか視聴覚室や図書コーナー、喫茶室などもある。
夫で歌人の三浦光世の遺言により夫妻が生活していた旭川市内の自宅（三浦光世・綾子 居宅跡）は三浦綾子記念文化財団に寄贈されていたが、2016年2月に三浦綾子記念文化財団が三浦家家屋検討委員会を設置して保存と活用を検討した結果、書斎などを三浦綾子記念文学館に移築して保存するとともに新たに分館を新設することとなった。尚、居宅跡は母屋も含め、2021年3月時点においても旭川市内に現存する。

## 歴史
- 1998年（平成10年）6月13日 - 開館[2]。
- 2008年（平成20年）10月 - 新収蔵庫が完成し、翌年から使用されることになった[7]。
- 2010年（平成22年）5月3日 - のべ入館者数が40万人を突破[8]。
- 2018年（平成30年）9月29日 - クラウドファンディングにより、分館がオープン。同市内にある居宅跡の書斎部屋をほぼ移築・再現している。
- 2019年（令和元年）7月 - 2022年の生誕100年に向け、「レイ」と名付けられた女性キャラクターが解説をするARアプリを導入開始（日本語版のレイは諸作品のオーディオライブラリーの朗読も担当する声優の七瀬真結）。
- 2020年（令和2年）12月10日 - 新型コロナウィルスの悪化を受け、開館後初となる長期休館が決定された。期間は同日から2021年1月5日を予定。

## 歴代館長
- 初代：高野斗志美（1998 - 2002） - 元旭川大学学長。三浦綾子と親交が深く、三浦文学の研究者でもある[9]。
- 第2代：三浦光世（2002 - 2014） - 三浦綾子の夫[10]。
- 第3代：田中綾（2017 - ） - 北海学園大学教授、歌人、文芸評論家。三浦夫妻の短歌の研究論文も発表している[11][12]。

## ギャラリー

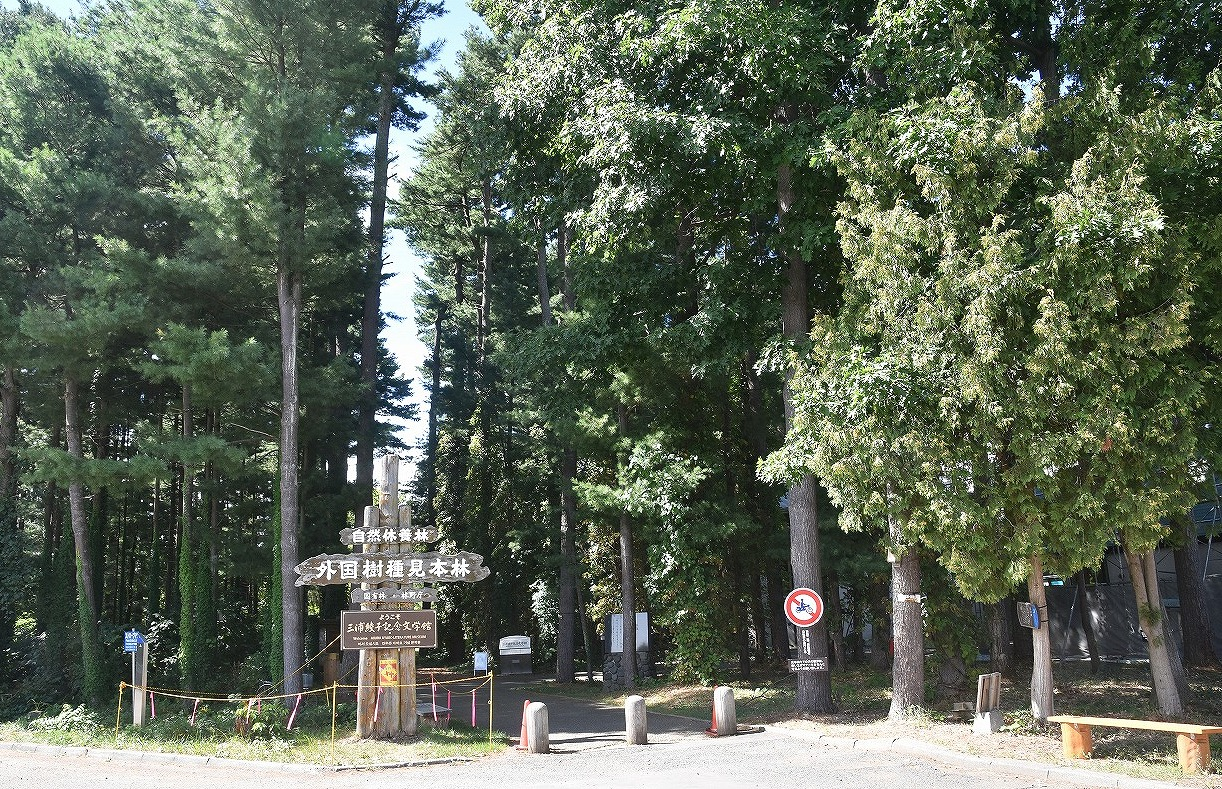
三浦綾子記念文学館 外国樹種見本林入口
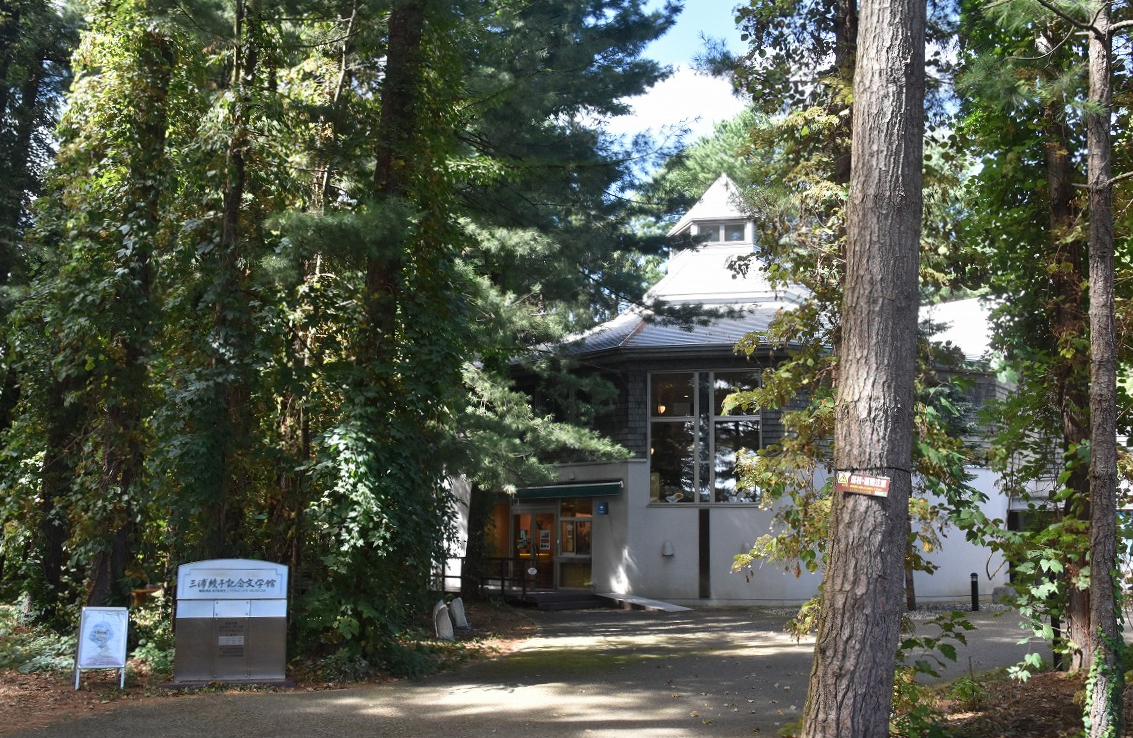
三浦綾子記念文学館
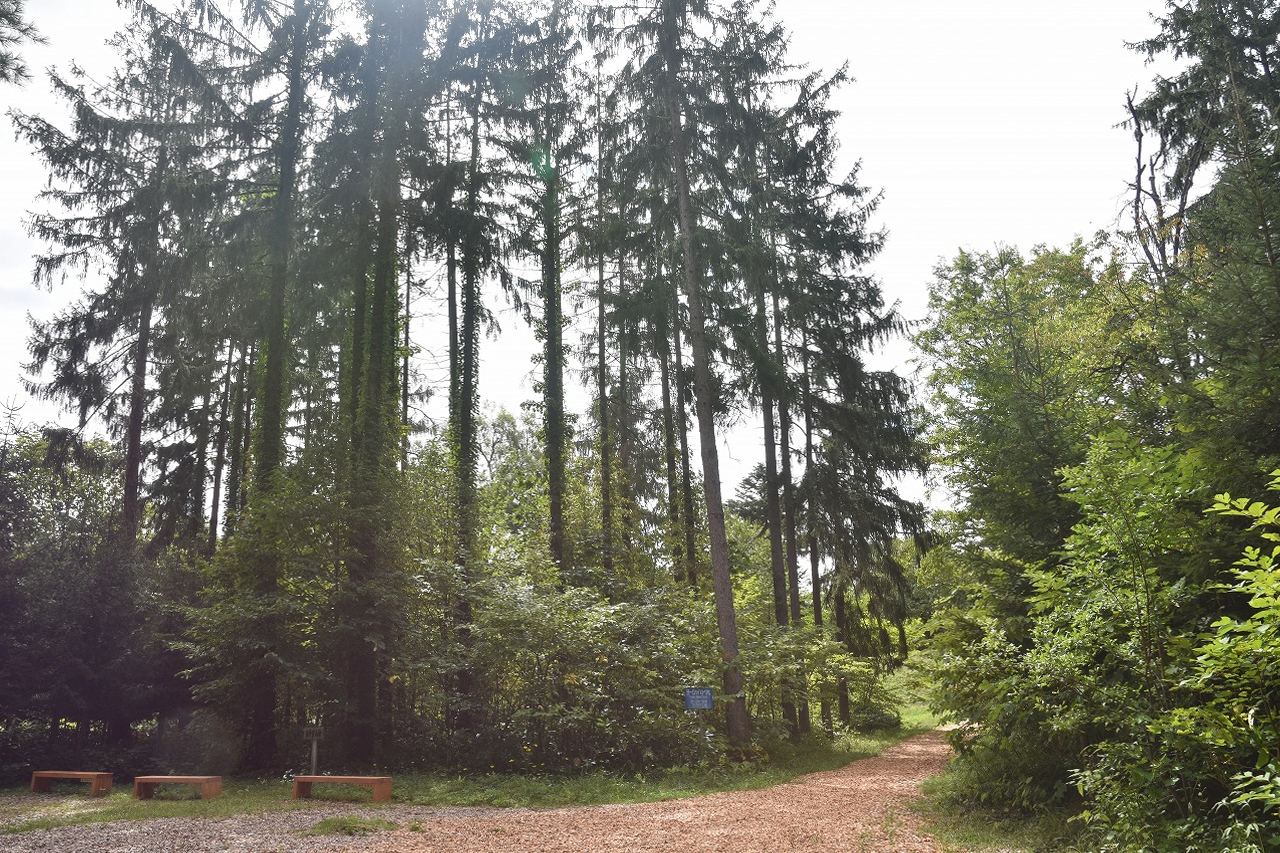
記念文学館裏手の林
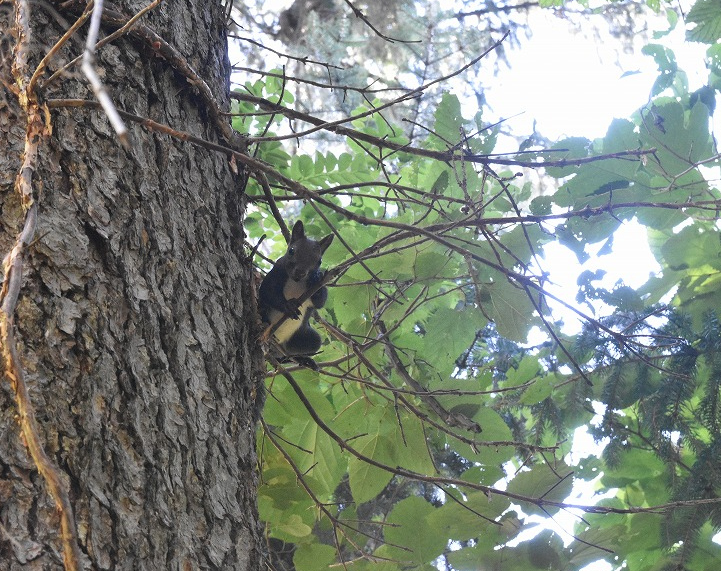
見本林で早朝によく 見かけるエゾリス